# Estepas De Belchite - El Planerón - La Lomaza
Estepas De Belchite - El Planerón - La Lomaza este o arie protejată (arie de protecție specială avifaunistică — SPA) din Spania întinsă pe o suprafață de 25.001,42 ha, integral pe uscat.

## Localizare
Centrul sitului Estepas De Belchite - El Planerón - La Lomaza este situat la coordonatele 41°25′40″N 0°45′15″W / 41.4279°N 0.754143°V.

## Înființare
Situl Estepas De Belchite - El Planerón - La Lomaza a fost declarat arie de protecție specială avifaunistică în ianuarie 1993 pentru a proteja 87 de specii de animale.

## Biodiversitate
Situată în ecoregiunea mediteraneană, aria protejată nu include niciun habitat protejat.
La baza desemnării sitului se află mai multe specii protejate de  păsări (87): lăcar mare (Acrocephalus arundinaceus), fluierar de munte (Actitis hypoleucos), vulturul negru (Aegypius monachus), ciocârlie-de-câmp (Alauda arvensis), rață pitică (Anas crecca), rață mare (Anas platyrhynchos), rață cârâitoare (Anas querquedula), fâsă-de-câmp (Anthus campestris), fâsă de luncă (Anthus pratensis), lăstunul mare (Apus apus), acvilă de munte (Aquila chrysaetos), stârc cenușiu (Ardea cinerea), stârc roșu (Ardea purpurea), ciuf de câmp (Asio flammeus), buha (Bubo bubo), pasărea ogorului (Burhinus oedicnemus), ciocârlie-cu-degete-scurte (Calandrella brachydactyla),  prundaș gulerat mic (Charadrius dubius), Chersophilus duponti, barză albă (Ciconia ciconia), șerpar (Circaetus gallicus), erete de stuf (Circus aeruginosus), erete vânăt (Circus cyaneus), erete cenușiu (Circus pygargus), porumbel gulerat (Columba palumbus), prepeliță (Coturnix coturnix), cuc (Cuculus canorus), presură de grădină (Emberiza hortulana), Eudromias morinellus, șoim de iarnă (Falco columbarius), Falco naumanni, șoim călător (Falco peregrinus), șoimul rândunelelor (Falco subbuteo), muscar negru (Ficedula hypoleuca), cinteză (Fringilla coelebs), Galerida theklae, cocor (Grus grus), vulturul pleșuv sur (Gyps fulvus), acvilă pitică (Hieraaetus pennatus), piciorong (Himantopus himantopus), Hippolais polyglotta, rândunică (Hirundo rustica), Lanius excubitor meridionalis, sfrâncioc cu cap roșu (Lanius senator), ciocârlie de pădure (Lullula arborea), privighetoare (Luscinia megarhynchos), ciocârlie de bărăgan (Melanocorypha calandra), prigoare (Merops apiaster), gaia neagră (Milvus migrans), gaia roșie (Milvus milvus), mierlă de piatră (Monticola saxatilis), codobatura galbenă (Motacilla flava), muscar sur (Muscicapa striata), vultur egiptean (Neophron percnopterus), pietrar mediteranean (Oenanthe hispanica), Oenanthe leucura, pietrar sur (Oenanthe oenanthe), grangur (Oriolus oriolus), dropie (Otis tarda), codroș de munte (Phoenicurus ochruros), codroșul de pădure (Phoenicurus phoenicurus), pitulice de munte (Phylloscopus bonelli), pitulice de munte (Phylloscopus collybita), pitulice sfârâitoare (Phylloscopus sibilatrix), pitulice-fluierătoare (Phylloscopus trochilus), cresteț pestriț (Porzana porzana), Pterocles alchata, Pterocles orientalis, Pyrrhocorax pyrrhocorax, cristei de baltă (Rallus aquaticus), mărăcinar (Saxicola rubetra), turturică (Streptopelia turtur), silvie cu cap negru (Sylvia atricapilla), silvie roșcată (Sylvia cantillans), Sylvia conspicillata, Sylvia hortensis, silvie de tufiș (Sylvia undata), corcodel mic (Tachybaptus ruficollis), spârcaci (Tetrax tetrax), fluierar negru (Tringa erythropus), fluierar cu picioare verzi (Tringa nebularia), fluierarul de zăvoi (Tringa ochropus), fluierarul cu picioare roșii (Tringa totanus), sturz-cântător (Turdus philomelos), sturzul de vâsc (Turdus viscivorus), pupăză (Upupa epops), nagâț (Vanellus vanellus).
Pe lângă speciile protejate, pe teritoriul sitului au mai fost identificate 9 specii de plante, 33 de specii de păsări, 5 specii de amfibieni, 3 specii de mamifere, 1 specie de nevertebrate, 2 specii de reptile.